# Rio Iruí
O rio Iruí é um curso de água do estado do Rio Grande do Sul, Brasil. Faz parte da bacia hidrográfica do rio Jacuí. Nasce no interior do município de Encruzilhada do Sul e corre em direção norte, sendo divisa natural entre os municípios de Encruzilhada do Sul e Rio Pardo, em seu terço médio, e nas proximidades do km 240 da BR 290, delimita as divisas entre Cachoeira do Sul e Rio Pardo, finalmente desaguando no rio Jacuí.